# 마힌다 5세
마힌다 5세(싱할라어: මහින්ද පහ, 946년 ~ 1029년)는 아누라다푸라 왕국의 마지막 국왕이다. 993년 라자라자 1세가 이끄는 촐라 침공군이 아누라다푸라를 점령하자 그는 남부 루후나로 도망쳤다. 그는 나중에 포로로 잡혀 인도로 끌려갔고, 그곳에서 1029년에 사망했다. 마하밤사는 마힌다 5세의 통치가 약했고 그가 세금 징수조차 조직할 수 없었다고 기록한다. 당시 아누라다푸라는 극심한 빈곤에 시달리던 상태였으며, 그의 군대는 임금 부족으로 명령을 따르기를 거부했다. 